# Ischyrocerus chamissoi
Ischyrocerus chamissoi är en kräftdjursart som beskrevs av Gurjanova 1951. Ischyrocerus chamissoi ingår i släktet Ischyrocerus och familjen Ischyroceridae. Inga underarter finns listade i Catalogue of Life.